# 勝利公園站 (莫斯科地鐵)
勝利公園站（羅馬化：Park Pobedy）是俄羅斯莫斯科地鐵的一個車站，於1966年開始修建。該站是阿爾巴特－波克羅夫卡線和加里宁-松采沃线的跨月台轉車站。胜利公园地铁站平均深度地下73米，为莫斯科最深，世界第三深（仅次于105.5米的烏克蘭基辅地铁兵工厂站與86米的俄羅斯圣彼得堡地铁海军部站）。

## 外部連結
- metro.ru （页面存档备份，存于） — Park Pobedy station
- KartaMetro.info （页面存档备份，存于） — Station location and exits on Moscow map (English/Russian)
- Park Pobedy: 165th station of the Moscow Metro （页面存档备份，存于）